# أسماك صخرية
الأسماك الصخرية (الاسم العلمي Synanceiidae)، فصيلة أسماك سامة من شعاعيات الزعانف ورتبة عقربيات البحر. أعطانها منطقة المحيط الهادي الهندي، أنواعها أغلبها بحرية مع وجود أنواع تعيش في المياه العذبة.